# Tiéviéssou
Tiéviéssou est une localité du sud est de la Côte d'Ivoire et appartenant au département de Grand-Lahou, dans la Région des Lagunes. La localité de Tiéviéssou est un chef-lieu de commune.